# Cleora ferrata
Cleora ferrata là một loài bướm đêm trong họ Geometridae.